# Bjørn Farmann

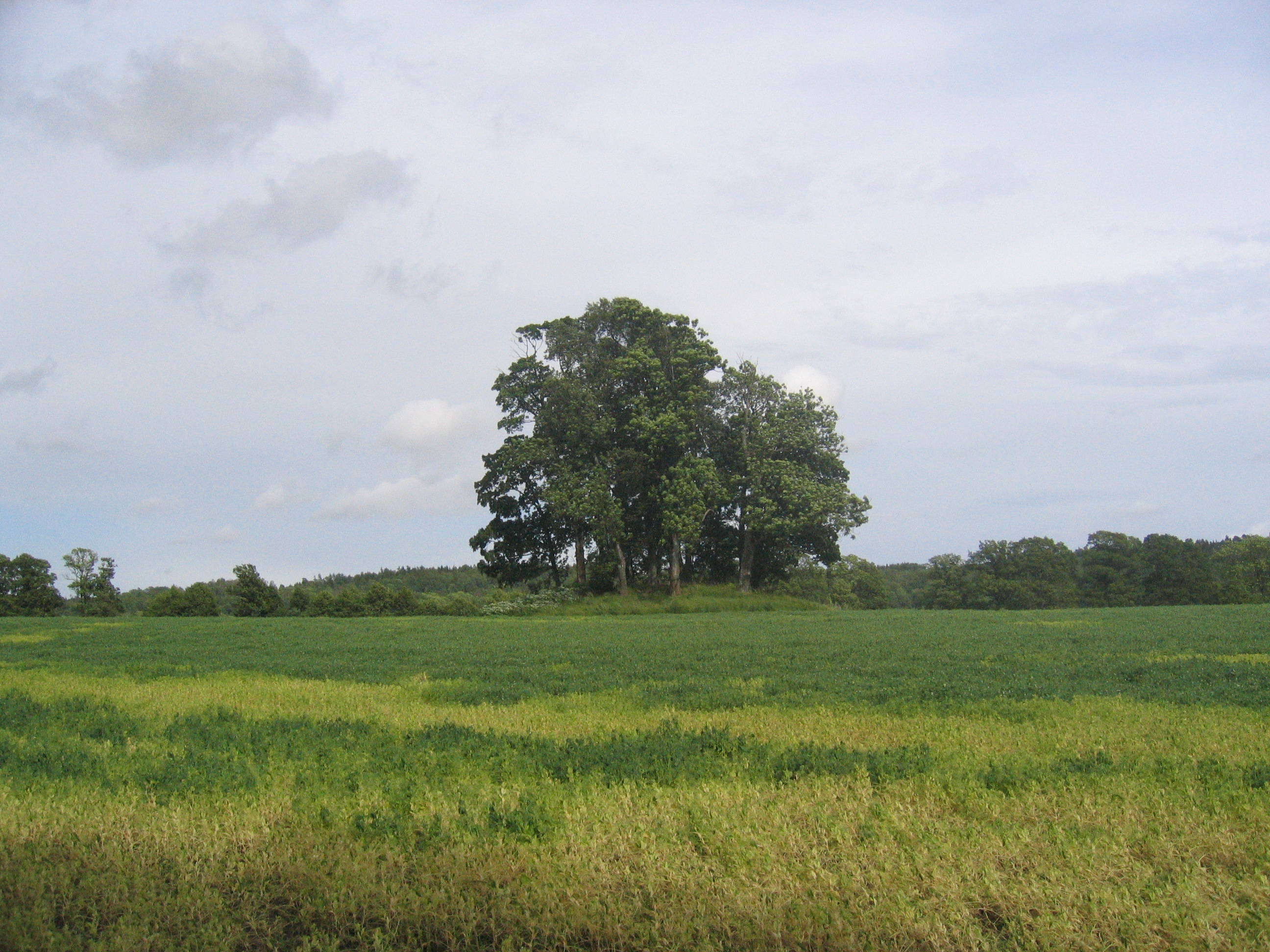
Tønsberg Farmandshaugen, vermoedelijke begraafplaats van Bjørn Farmann

Bjørn Farmann (ca. 880 - ca. 927), ook de Koopman genoemd, was een onderkoning van Vestfold onder zijn vader Harald Mooihaar.
Bjørn was anders dan zijn strijdlustige broers. Hij stichtte de stad Tønsberg als zijn residentie en maakte het tot een centrum van overzeese handel. Bjørn werd gedood door zijn halfbroer Erik Bloedbijl. Erik bezocht zijn broer op de terugweg van een expeditie in de Oostzee en eiste dat Bjørn hem de belastingen voor zijn vader mee zou geven. Bjørn weigerde dat en vervolgens eiste Erik dat Bjørn hem voorraden, tenten en drank voor zijn leger zou geven. Bjørn weigerde dat ook. De broers gingen in ruzie uiteen en de volgende nacht overviel Erik het hof van Bjørn, waarbij die werd gedood. Bjørn zou zijn begraven in de Farmannhaugen, buiten Tønsberg.
Bjørn was zoon van Harald Mooihaar en Svanhild Øysteinsdotter. Hij was vader van Gudrød (ca. 915 - ca. 965). Gudrød leefde na de dood van zijn vader bij verschillende (half)broers van zijn vader. Nadat Haakon de Goede met Engelse steun Erik Bloedbijl had verslagen, werd Gudrød heer van Vestfold. Toen Harald Grijsmantel Haakon had verslagen begon die systematisch al zijn tegenstanders uit de weg te ruimen, en daarbij werd ook Gudrød vermoord. Gudrød was getrouwd met Cecilia.